# Màn hình cảm ứng

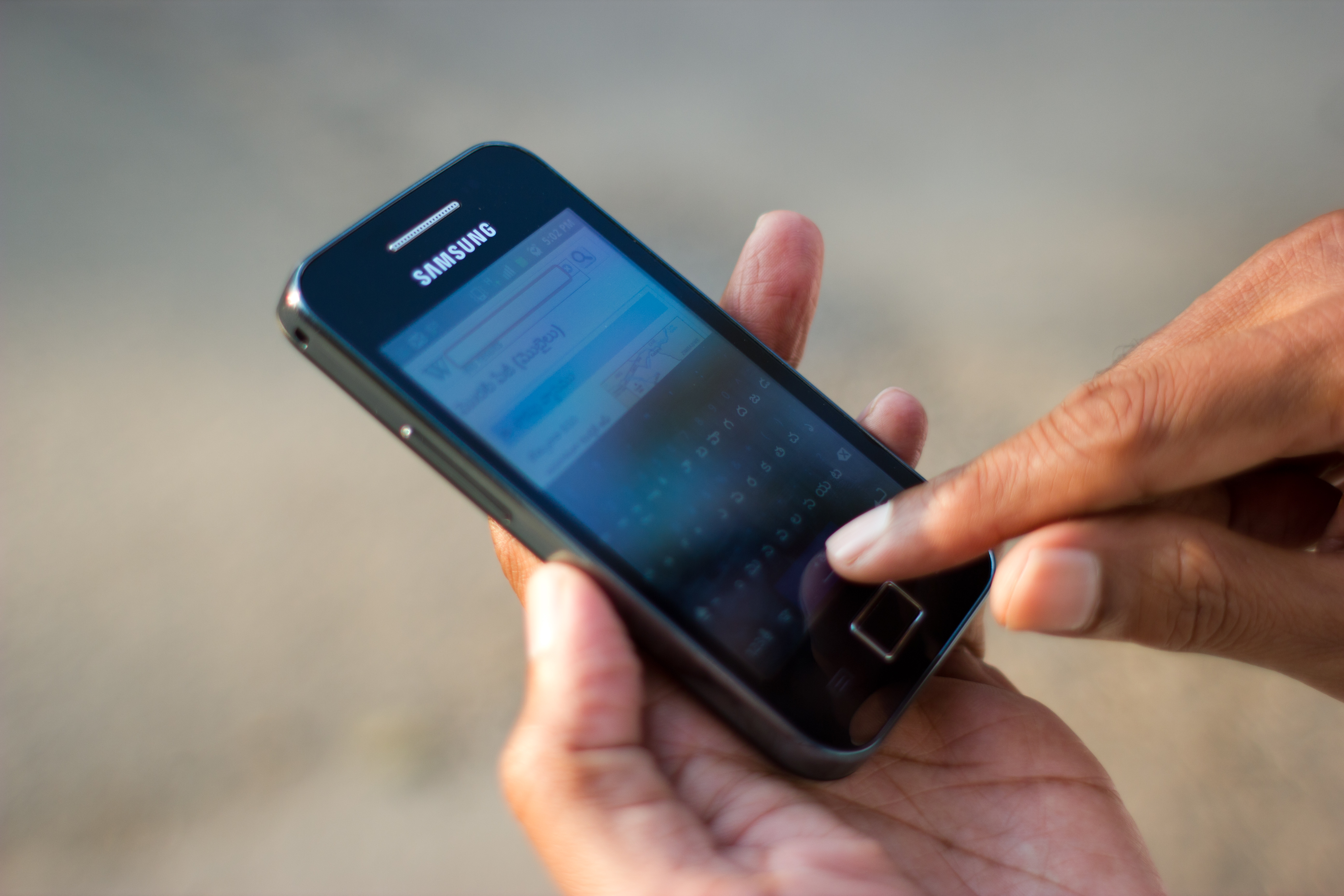
Smartphone với màn hình cảm ứng

Màn hình cảm ứng là một thiết bị đầu vào và thường được xếp lớp trên đỉnh của màn hình hiển thị điện tử của hệ thống xử lý thông tin. Người dùng có thể cung cấp đầu vào hoặc điều khiển hệ thống xử lý thông tin thông qua các cử chỉ đơn giản hoặc đa chạm bằng cách chạm vào màn hình bằng bút stylus đặc biệt hoặc một hoặc nhiều ngón tay. 
Một số màn hình cảm ứng sử dụng găng tay thông thường hoặc được phủ đặc biệt để hoạt động trong khi một số khác chỉ có thể hoạt động bằng bút hoặc bút đặc biệt. Người dùng có thể sử dụng màn hình cảm ứng để phản ứng với những gì được hiển thị và, nếu phần mềm cho phép, để kiểm soát cách hiển thị; ví dụ: phóng to để tăng kích thước văn bản.
Màn hình cảm ứng cho phép người dùng tương tác trực tiếp với những gì được hiển thị, thay vì sử dụng chuột, bàn di chuột hoặc các thiết bị khác (trừ bút stylus, tùy chọn cho hầu hết các màn hình cảm ứng hiện đại).
Màn hình cảm ứng phổ biến trong các thiết bị như máy chơi game Nintendo, máy tính cá nhân, máy bỏ phiếu điện tử và hệ thống điểm bán hàng (POS). Chúng cũng có thể được gắn vào máy tính hoặc, như thiết bị đầu cuối, vào mạng. Chúng đóng một vai trò nổi bật trong việc thiết kế các thiết bị kỹ thuật số như trợ lý kỹ thuật số cá nhân (PDA) và một số đầu đọc điện tử.
Sự phổ biến của điện thoại thông minh, máy tính bảng cùng nhiều loại thiết bị thông tin đang thúc đẩy nhu cầu và chấp nhận màn hình cảm ứng phổ biến cho thiết bị điện tử cầm tay và chức năng. Màn hình cảm ứng được tìm thấy trong lĩnh vực y tế, công nghiệp nặng, máy rút tiền tự động (ATM) và các ki-ốt như màn hình bảo tàng hoặc tự động hóa phòng, trong đó hệ thống bàn phím và chuột không cho phép người dùng tương tác trực quan, nhanh chóng hoặc chính xác hiển thị nội dung.
Trong lịch sử, cảm biến màn hình cảm ứng và phần sụn dựa trên bộ điều khiển đi kèm đã được cung cấp bởi một loạt các nhà tích hợp hệ thống sau thị trường, chứ không phải bởi các nhà sản xuất màn hình, chip hoặc bo mạch chủ. Các nhà sản xuất màn hình và nhà sản xuất chip đã thừa nhận xu hướng chấp nhận màn hình cảm ứng là một thành phần giao diện người dùng và đã bắt đầu tích hợp màn hình cảm ứng vào thiết kế cơ bản của sản phẩm.

## Lịch sử
Eric Johnson, thuộc Cơ quan Radar Hoàng gia, ở Malvern, Anh, đã mô tả công việc của mình trên màn hình cảm ứng điện dung trong một bài báo ngắn xuất bản năm 1965 và sau đó đầy đủ hơn với các bức ảnh và sơ đồ trong một bài báo xuất bản năm 1967. Ứng dụng của công nghệ cảm ứng để kiểm soát không lưu đã được mô tả trong một bài báo xuất bản năm 1968. Frank Beck và Bent Stumpe, các kỹ sư từ CERN (Tổ chức nghiên cứu hạt nhân châu Âu), đã phát triển một màn hình cảm ứng trong suốt vào đầu những năm 1970, dựa trên công việc của Stumpe tại một nhà máy truyền hình vào đầu những năm 1960. Sau đó được sản xuất bởi CERN, nó đã được đưa vào sử dụng vào năm 1973. Một màn hình cảm ứng điện trở được phát triển bởi nhà phát minh người Mỹ George Samuel Hurst, người đã nhận được bằng sáng chế số 3.911.215 của Hoa Kỳ vào ngày 7 tháng 10 năm 1975. Phiên bản đầu tiên được sản xuất vào năm 1982.
Năm 1972, một nhóm tại Đại học Illinois đã nộp đơn xin cấp bằng sáng chế cho màn hình cảm ứng quang học đã trở thành một phần tiêu chuẩn của Nhà ga sinh viên Magnavox Plato IV và hàng ngàn chiếc được chế tạo cho mục đích này. Các màn hình cảm ứng này có một loạt các cảm biến vị trí hồng ngoại 16 × 16, mỗi cảm biến bao gồm một đèn LED ở một cạnh của màn hình và một phototransistor phù hợp ở cạnh kia, tất cả được gắn phía trước bảng hiển thị plasma đơn sắc. Sự sắp xếp này có thể cảm nhận được bất kỳ vật thể mờ có kích thước bằng đầu ngón tay gần với màn hình. Một màn hình cảm ứng tương tự đã được sử dụng trên HP-150 bắt đầu từ năm 1983. HP 150 là một trong những máy tính màn hình cảm ứng thương mại sớm nhất thế giới. HP gắn các máy phát và máy thu hồng ngoại của họ xung quanh viền của ống tia âm cực Sony (CRT) 9 inch.
Năm 1984, Fujitsu đã phát hành một bàn phím cảm ứng cho Micro 16 để phù hợp với sự phức tạp của các ký tự kanji, được lưu trữ dưới dạng đồ họa lát gạch. Năm 1985, Sega đã phát hành Terebi Oekaki, còn được gọi là Bảng đồ họa Sega, cho bảng điều khiển trò chơi video SG-1000 và máy tính gia đình SC-3000. Nó bao gồm một cây bút nhựa và một tấm nhựa có cửa sổ trong suốt, nơi phát hiện ra máy ép bút. Nó được sử dụng chủ yếu với một ứng dụng phần mềm vẽ. [16] Một máy tính bảng cảm ứng đồ họa đã được phát hành cho máy tính Sega AI vào năm 1986.
Các đơn vị hiển thị điều khiển cảm ứng (CDU) đã được đánh giá cho các sàn máy bay thương mại vào đầu những năm 1980. Nghiên cứu ban đầu cho thấy một giao diện cảm ứng sẽ giảm khối lượng công việc thí điểm vì sau đó phi hành đoàn có thể chọn điểm tham chiếu, chức năng và hành động, thay vì "gõ xuống" gõ vĩ độ, kinh độ và mã điểm trên bàn phím. Một sự tích hợp hiệu quả của công nghệ này là nhằm giúp các phi hành đoàn duy trì mức độ nhận thức tình huống cao về tất cả các khía cạnh chính của hoạt động phương tiện bao gồm đường bay, hoạt động của các hệ thống máy bay khác nhau và tương tác giữa người với từng khoảnh khắc.
Đầu những năm 1980, General Motors đã giao nhiệm vụ cho bộ phận Delco Electronics của mình với một dự án nhằm thay thế các chức năng không thiết yếu của ô tô (tức là điều tiết, truyền, phanh và lái) từ các hệ thống cơ hoặc điện bằng các phương án thay thế trạng thái rắn bất cứ khi nào có thể. Thiết bị đã hoàn thành được đặt tên là ECC cho "Trung tâm điều khiển điện tử", một hệ thống điều khiển phần mềm và máy tính kỹ thuật số được gắn với nhiều cảm biến ngoại vi, servo, solenoids, ăng-ten và màn hình cảm ứng CRT đơn sắc có chức năng như hiển thị và phương thức đầu vào duy nhất. ECC đã thay thế các màn hình và điều khiển âm thanh nổi, quạt, máy sưởi và điều hòa không khí truyền thống và có khả năng cung cấp thông tin rất chi tiết và cụ thể về tình trạng tích lũy và hoạt động hiện tại của xe trong thời gian thực. ECC là thiết bị tiêu chuẩn trên 1985, 191919 Buick Riviera và sau đó là 1988 19881919 Buick Reatta, nhưng không được người tiêu dùng ưa chuộng một phần do công nghệ của một số khách hàng Buick truyền thống, nhưng chủ yếu là do các vấn đề kỹ thuật tốn kém của màn hình cảm ứng của ECC. điều này sẽ khiến điều khiển khí hậu hoặc hoạt động âm thanh nổi không thể.
Công nghệ cảm ứng đa điểm bắt đầu vào năm 1982, khi Nhóm nghiên cứu đầu vào của Đại học Toronto phát triển hệ thống cảm ứng đa điểm đầu vào đầu tiên của con người, sử dụng bảng kính mờ với camera đặt phía sau kính. Năm 1985, nhóm Đại học Toronto, bao gồm Bill Buxton, đã phát triển một máy tính bảng cảm ứng đa điểm sử dụng điện dung thay vì các hệ thống cảm biến quang học dựa trên máy ảnh cồng kềnh (xem Multi-touch # History of multi-touch).
Phần mềm điểm bán hàng đồ họa (POS) có bán trên thị trường đầu tiên đã được trình diễn trên máy tính màu Atari 520ST 16 bit. Nó có giao diện điều khiển phụ tùng màn hình màu. Phần mềm POS của ViewTouch [23] lần đầu tiên được hiển thị bởi nhà phát triển của nó, Gene Mosher, tại khu vực trình diễn máy tính Atari của hội chợ Fall COMDEX vào năm 1986.
Năm 1987, Casio ra mắt máy tính bỏ túi Casio PB-1000 với màn hình cảm ứng bao gồm ma trận 4 × 4, tạo ra 16 vùng cảm ứng trong màn hình đồ họa LCD nhỏ.
Màn hình cảm ứng có tiếng xấu là không chính xác cho đến năm 1988.
Hầu hết các sách giao diện người dùng sẽ nói rằng các lựa chọn màn hình cảm ứng bị giới hạn ở các mục tiêu lớn hơn ngón tay trung bình. Vào thời điểm đó, các lựa chọn được thực hiện theo cách mà một mục tiêu đã được chọn ngay khi ngón tay lướt qua nó, và hành động tương ứng được thực hiện ngay lập tức. Lỗi là phổ biến, do vấn đề thị sai hoặc hiệu chuẩn, dẫn đến sự thất vọng của người dùng. "Chiến lược nâng cao" được giới thiệu bởi các nhà nghiên cứu tại Phòng thí nghiệm tương tác máy tính con người của Đại học Maryland (HCIL). Khi người dùng chạm vào màn hình, thông tin phản hồi sẽ được cung cấp về những gì sẽ được chọn: người dùng có thể điều chỉnh vị trí của ngón tay và hành động chỉ diễn ra khi ngón tay nhấc khỏi màn hình. Điều này cho phép lựa chọn các mục tiêu nhỏ, xuống một pixel trên màn hình 640 × 480 Video Graphics Array (VGA) (một tiêu chuẩn thời đó).
Sears et al. (1990) đã đưa ra đánh giá về nghiên cứu học thuật về tương tác máy tính con người đơn và đa chạm thời gian, mô tả các cử chỉ như núm xoay, điều chỉnh thanh trượt và vuốt màn hình để kích hoạt công tắc (hoặc hình chữ U cử chỉ cho một công tắc bật tắt). Nhóm HCIL đã phát triển và nghiên cứu bàn phím màn hình cảm ứng nhỏ (bao gồm cả nghiên cứu cho thấy người dùng có thể gõ ở tốc độ 25 wpm trên bàn phím màn hình cảm ứng), hỗ trợ giới thiệu trên thiết bị di động. Họ cũng thiết kế và thực hiện các cử chỉ đa chạm như chọn một phạm vi của một dòng, kết nối các đối tượng và cử chỉ "nhấn chuột" để chọn trong khi duy trì vị trí bằng một ngón tay khác.
Năm 1990, HCIL đã trình diễn một thanh trượt màn hình cảm ứng, mà sau đó được coi là nghệ thuật trước đây trong vụ kiện bằng sáng chế màn hình khóa giữa Apple và các nhà cung cấp điện thoại di động màn hình cảm ứng khác (liên quan đến Bằng sáng chế Hoa Kỳ 7,657,849).
Vào năm 1991, chiếc PDA nguyên mẫu của Sun Star7 đã triển khai một màn hình cảm ứng với cuộn quán tính. Năm 1993, IBM đã phát hành IBM Simon điện thoại màn hình cảm ứng đầu tiên.
Nỗ lực ban đầu của một máy chơi game cầm tay có điều khiển màn hình cảm ứng là sự kế thừa dự định của Sega cho Game Gear, mặc dù thiết bị này cuối cùng đã bị gác lại và không bao giờ được phát hành do chi phí đắt đỏ của công nghệ màn hình cảm ứng vào đầu những năm 1990.
Điện thoại di động đầu tiên có màn hình cảm ứng điện dung là LG Prada được phát hành vào tháng 5 năm 2007 (trước iPhone đầu tiên).
Màn hình cảm ứng sẽ không được sử dụng phổ biến cho các trò chơi video cho đến khi Nintendo DS phát hành năm 2004. Cho đến gần đây [khi nào?], Hầu hết các màn hình cảm ứng của người tiêu dùng chỉ có thể cảm nhận được một điểm tiếp xúc tại một thời điểm và rất ít người có khả năng cảm nhận mức độ khó của một người chạm vào. Điều này đã thay đổi với việc thương mại hóa công nghệ cảm ứng đa điểm và Apple Watch được phát hành với màn hình cảm ứng lực vào tháng 4/2015.

## Công nghệ
Có nhiều công nghệ màn hình cảm ứng với các phương pháp cảm ứng cảm ứng khác nhau.

### Điện trở
Một bảng điều khiển màn hình cảm ứng điện trở bao gồm một số lớp mỏng, trong đó quan trọng nhất là hai lớp điện trở trong suốt đối diện nhau với một khoảng cách mỏng giữa. Lớp trên cùng (được chạm vào) có một lớp phủ trên bề mặt dưới; ngay bên dưới nó là một lớp điện trở tương tự trên bề mặt của nó. Một lớp có các kết nối dẫn dọc theo các mặt của nó, lớp kia dọc theo đỉnh và đáy. Một điện áp được áp dụng cho một lớp, và được cảm nhận bởi lớp kia. Khi một vật thể, chẳng hạn như đầu ngón tay hoặc đầu bút stylus, ấn xuống bề mặt bên ngoài, hai lớp chạm vào nhau để được kết nối tại điểm đó. Bảng điều khiển sau đó hoạt động như một cặp chia điện áp, một trục tại một thời điểm. Bằng cách chuyển đổi nhanh chóng giữa mỗi lớp, vị trí của áp suất trên màn hình có thể được xác định.
Cảm ứng điện trở được sử dụng trong các nhà hàng, nhà máy và bệnh viện do khả năng chịu đựng chất lỏng và chất gây ô nhiễm cao. Một lợi ích chính của công nghệ cảm ứng điện trở là chi phí thấp. Ngoài ra, vì chỉ cần đủ áp lực để cảm ứng được cảm nhận, chúng có thể được sử dụng với găng tay hoặc bằng cách sử dụng bất cứ thứ gì cứng nhắc như một vật thay thế ngón tay. Nhược điểm bao gồm sự cần thiết phải nhấn xuống và nguy cơ thiệt hại bởi các vật sắc nhọn. Màn hình cảm ứng điện trở cũng chịu độ tương phản kém hơn, do có thêm phản xạ (tức là: ánh sáng chói) từ các lớp vật liệu được đặt trên màn hình. Đây là loại màn hình cảm ứng được Nintendo sử dụng trong gia đình DS, gia đình 3DS và Wii U GamePad.

### Sóng âm
Công nghệ sóng âm bề mặt (SAW) sử dụng sóng siêu âm đi qua bảng điều khiển màn hình cảm ứng. Khi bảng điều khiển được chạm, một phần của sóng được hấp thụ. Sự thay đổi sóng siêu âm được xử lý bởi bộ điều khiển để xác định vị trí của sự kiện chạm. Các tấm màn hình cảm ứng sóng âm bề mặt có thể bị hỏng bởi các yếu tố bên ngoài. Các chất gây ô nhiễm trên bề mặt cũng có thể can thiệp vào chức năng của màn hình cảm ứng.

### Điện dung
Màn hình cảm ứng điện dung của điện thoại di động
Đồng hồ cảm biến điện dung Casio TC500 từ năm 1983, với ánh sáng góc cạnh làm lộ ra các miếng cảm biến cảm ứng và dấu vết được khắc trên bề mặt kính đồng hồ trên cùng.
Một bảng điều khiển màn hình cảm ứng điện dung bao gồm một chất cách điện, chẳng hạn như thủy tinh, được phủ một dây dẫn trong suốt, chẳng hạn như oxit thiếc indi (ITO). Vì cơ thể con người cũng là một chất dẫn điện, chạm vào bề mặt màn hình dẫn đến sự biến dạng của trường tĩnh điện của màn hình, có thể đo được là sự thay đổi điện dung. Các công nghệ khác nhau có thể được sử dụng để xác định vị trí của cảm ứng. Vị trí sau đó được gửi đến bộ điều khiển để xử lý.
Không giống như màn hình cảm ứng điện trở, người ta không thể sử dụng màn hình cảm ứng điện dung thông qua hầu hết các loại vật liệu cách điện, như găng tay. Nhược điểm này đặc biệt ảnh hưởng đến khả năng sử dụng trong thiết bị điện tử tiêu dùng, chẳng hạn như máy tính bảng cảm ứng và điện thoại thông minh điện dung trong thời tiết lạnh. Nó có thể được khắc phục bằng bút stylus điện dung đặc biệt hoặc găng tay ứng dụng đặc biệt với một miếng thêu bằng chỉ dẫn cho phép tiếp xúc điện với đầu ngón tay của người dùng.
Các nhà sản xuất màn hình điện dung hàng đầu tiếp tục phát triển màn hình cảm ứng mỏng hơn và chính xác hơn. Các thiết bị dành cho thiết bị di động hiện đang được sản xuất với công nghệ 'trong tế bào', như trong màn hình Super AMOLED của Samsung, giúp loại bỏ một lớp bằng cách xây dựng các tụ điện bên trong màn hình. Loại màn hình cảm ứng này giúp giảm khoảng cách hiển thị giữa ngón tay của người dùng và những gì người dùng chạm vào màn hình, tạo ra sự tiếp xúc trực tiếp hơn với hình ảnh của nội dung được hiển thị và cho phép các thao tác chạm và cử chỉ phản ứng nhanh hơn.
Một tụ điện song song đơn giản có hai dây dẫn cách nhau bởi một lớp điện môi. Hầu hết năng lượng trong hệ thống này được tập trung trực tiếp giữa các tấm. Một số năng lượng tràn vào khu vực bên ngoài các tấm và các đường sức điện trường liên quan đến hiệu ứng này được gọi là các trường diềm. Một phần của thách thức trong việc chế tạo một cảm biến điện dung thực tế là thiết kế một tập hợp các dấu vết mạch in hướng các trường viền vào vùng cảm biến hoạt động mà người dùng có thể truy cập. Một tụ điện song song không phải là một lựa chọn tốt cho một mẫu cảm biến như vậy. Đặt một ngón tay gần các điện trường diềm thêm diện tích bề mặt dẫn điện cho hệ thống điện dung. Dung lượng lưu trữ sạc bổ sung được thêm bởi ngón tay được gọi là điện dung ngón tay, hoặc CF. Điện dung của cảm biến không có ngón tay được gọi là điện dung ký sinh, hay CP. [Có liên quan? - bàn luận]

### Điện dung bề mặt
Trong công nghệ cơ bản này, chỉ có một mặt của chất cách điện được phủ một lớp dẫn điện. Một điện áp nhỏ được đặt vào lớp, dẫn đến trường tĩnh điện đồng nhất. Khi một dây dẫn, chẳng hạn như ngón tay người, chạm vào bề mặt không tráng phủ, một tụ điện được hình thành một cách linh hoạt. Bộ điều khiển của cảm biến có thể xác định vị trí của cảm ứng một cách gián tiếp từ sự thay đổi điện dung được đo từ bốn góc của bảng điều khiển. Vì nó không có bộ phận chuyển động, nó có độ bền vừa phải nhưng độ phân giải hạn chế, dễ bị tín hiệu sai từ khớp nối điện dung ký sinh và cần hiệu chuẩn trong quá trình sản xuất. Do đó, nó thường được sử dụng trong các ứng dụng đơn giản như điều khiển công nghiệp và kiốt.
Điện dung dự kiến
Mặt sau của Quả cầu đa điểm, dựa trên công nghệ cảm ứng điện dung (PCT) dự kiến
Màn hình cảm ứng điện dung 8 x 8 được sản xuất bằng dây đồng bọc cách điện 25 micron được nhúng trong một màng polyester rõ ràng.
Lược đồ của màn hình cảm ứng điện dung dự kiến
Dự kiến công nghệ cảm ứng điện dung (PCT; PCAP) là một biến thể của công nghệ cảm ứng điện dung.
Công nghệ này được Ronald và Malcolm Binstead phát triển lần đầu tiên vào năm 1984, khi một bàn di chuột điện dung 16 phím đơn giản được phát minh [37] có thể cảm nhận một ngón tay qua lớp kính rất dày, mặc dù tín hiệu được cảm nhận nhỏ hơn đáng kể so với thay đổi điện dung gây ra bằng cách thay đổi các yếu tố môi trường như độ ẩm, bụi bẩn, mưa và nhiệt độ.
Cảm biến chính xác đã đạt được do:
1) việc cập nhật chậm nhưng liên tục giá trị tham chiếu của nhóm không chạm vào cho mỗi khóa, loại bỏ các vấn đề trung và dài hạn liên quan đến bụi bẩn và lão hóa.
2) thay đổi giá trị cho mỗi khóa được so sánh với thay đổi tương đối về giá trị của từng khóa khác, để xem liệu mô hình thay đổi có tương ứng với thay đổi sẽ xảy ra do ngón tay gần đó, trái ngược với sưởi ấm cục bộ, mưa, hoặc các yếu tố môi trường khác.
Vào năm 1989, 16 phím lá đồng rời rạc của bàn phím đã được thay thế bằng 16 phím Indium Tin Oxide trong suốt, tạo ra một bàn phím / màn hình cảm ứng rõ ràng có thể cảm nhận được qua lớp kính dày.
Một phiên bản đơn giản để sản xuất, nhiều đầu vào, x / y của màn hình cảm ứng này đã được phát minh vào năm 1994. Điều này có thể sử dụng Indium Tin Oxide, hoặc dây đồng được bọc cách điện đường kính 10 đến 25 micron làm các yếu tố cảm biến. Phiên bản đầu tiên cho phép phát hiện 64 vị trí cảm ứng chỉ với 16 đầu vào. (Xem hình ảnh bên phải).
Do chi phí thấp và khả năng tồn tại trong môi trường thù địch, 7000 trong số này đã được JPM International sử dụng trong các máy chơi game pub 'Monopoly' và 'Cluedo' của họ.
Vào năm 1997, độ phân giải cảm ứng cao hơn nhiều đã được kích hoạt bằng cách giới thiệu thêm (16 + 16) đầu vào và nội suy giữa 256 vị trí cảm ứng nơi các yếu tố cảm biến này giao nhau.
Năm 1999, lần đầu tiên khả năng công nghệ này cảm nhận được thông qua các vật liệu không dẫn điện dày đã được công khai gọi là Capac Điện dung điện dung phóng xạ.
Sau đó, thuật ngữ này đã được sửa đổi bởi Zytronic Display thành ‘Dự kiến điện dung.
Một số màn hình cảm ứng PCT hiện đại bao gồm hàng ngàn phím rời rạc, nhưng hầu hết màn hình cảm ứng PCT được tạo thành từ một ma trận các hàng và cột vật liệu dẫn điện, xếp trên các tấm kính. Điều này có thể được thực hiện bằng cách khắc một lớp dẫn điện đơn lẻ để tạo thành một mô hình lưới của các điện cực, hoặc bằng cách khắc hai lớp vật liệu dẫn điện vuông góc riêng biệt với các đường song song hoặc rãnh để tạo thành lưới. Trong một số thiết kế, điện áp đặt vào lưới này tạo ra một trường tĩnh điện đồng nhất, có thể đo được. Khi một vật dẫn điện, chẳng hạn như ngón tay, tiếp xúc với bảng PCT, nó sẽ làm biến dạng trường tĩnh điện cục bộ tại điểm đó. Điều này có thể đo lường được như một sự thay đổi trong điện dung. Nếu một ngón tay thu hẹp khoảng cách giữa hai "rãnh", trường sạc sẽ bị gián đoạn và phát hiện thêm bởi bộ điều khiển. Điện dung có thể được thay đổi và đo tại mọi điểm riêng lẻ trên lưới. Hệ thống này có thể theo dõi chính xác các chạm.
Do lớp trên cùng của PCT là kính, nó chắc chắn hơn công nghệ cảm ứng điện trở ít tốn kém. Không giống như công nghệ cảm ứng điện dung truyền thống, hệ thống PCT có thể cảm nhận được bút stylus thụ động hoặc ngón tay đeo găng. Tuy nhiên, độ ẩm trên bề mặt của bảng điều khiển, độ ẩm cao hoặc bụi thu thập có thể cản trở hiệu suất. Tuy nhiên, các yếu tố môi trường này không phải là vấn đề với màn hình cảm ứng dựa trên 'dây tốt' do màn hình cảm ứng dựa trên dây có điện dung 'ký sinh' thấp hơn nhiều và có khoảng cách lớn hơn giữa các dây dẫn lân cận.
Có hai loại PCT: điện dung lẫn nhau và điện dung tự.

### Điện dung lẫn nhau
Đây là một cách tiếp cận PCT phổ biến, sử dụng thực tế là hầu hết các vật dẫn điện đều có thể giữ điện tích nếu chúng ở rất gần nhau. Trong các cảm biến điện dung lẫn nhau, một tụ điện vốn được hình thành bởi dấu vết hàng và dấu vết cột tại mỗi giao điểm của lưới. Ví dụ, một mảng 16 × 14 sẽ có 224 tụ điện độc lập. Một điện áp được áp dụng cho các hàng hoặc cột. Đưa ngón tay hoặc bút stylus gần bề mặt cảm biến sẽ thay đổi trường tĩnh điện cục bộ, từ đó làm giảm điện dung lẫn nhau. Sự thay đổi điện dung tại mỗi điểm riêng biệt trên lưới có thể được đo để xác định chính xác vị trí chạm bằng cách đo điện áp ở trục khác. Điện dung lẫn nhau cho phép hoạt động đa chạm trong đó nhiều ngón tay, lòng bàn tay hoặc bút styli có thể được theo dõi chính xác cùng một lúc.

#### Tự điện
Cảm biến tự điện dung có thể có cùng lưới X-Y như cảm biến điện dung lẫn nhau, nhưng các cột và hàng hoạt động độc lập. Với điện dung tự, tải điện dung của một ngón tay được đo trên mỗi điện cực cột hoặc hàng bằng một đồng hồ đo dòng điện hoặc sự thay đổi tần số của bộ dao động RC. Phương pháp RC này tạo ra tín hiệu mạnh hơn điện dung lẫn nhau, nhưng, cho đến gần đây, nó không thể giải quyết các vị trí của nhiều hơn một ngón tay mà không mơ hồ, do "bóng ma" hoặc cảm nhận vị trí bị đặt sai. Tuy nhiên, vào năm 2010, một phương pháp cảm biến mới đã được cấp bằng sáng chế cho phép một số bộ phận của cảm biến điện dung nhạy cảm với cảm ứng trong khi các bộ phận khác không nhạy cảm. Tác giả bằng sáng chế đã phát hiện ra rằng một dây dẫn cảm biến điện dung (x), trong một x / y mảng dây dẫn, không thể phát hiện khoảng cách gần của ngón tay nếu dây dẫn (x) bị cắt bởi một dây dẫn (y) có dạng sóng lệch pha 180 độ với dạng sóng cảm nhận của chính nó. Điều này làm cho nó có thể che đi các giao lộ mơ hồ (có thể là ma) để xác nhận xem một ngón tay có gần giao lộ đó hay không. Lần đầu tiên, tính năng tự kích hoạt này được sử dụng cho cảm ứng đa điểm mà không bị "bóng ma".

#### Sử dụng bút styli trên màn hình điện dung
Màn hình cảm ứng điện dung không nhất thiết phải được vận hành bằng ngón tay, nhưng cho đến gần đây, bút styli đặc biệt cần có thể khá đắt để mua. Chi phí của công nghệ này đã giảm đáng kể trong những năm gần đây và kiểu dáng điện dung hiện có sẵn cho một khoản phí danh nghĩa và thường được cung cấp miễn phí với các phụ kiện di động. Những thiết bị này bao gồm một trục dẫn điện với đầu cao su dẫn điện mềm, nhờ đó kết nối điện trở ngón tay đến đầu bút stylus.

### Lưới hồng ngoại
Các cảm biến hồng ngoại được gắn xung quanh đồng hồ hiển thị cho đầu vào màn hình cảm ứng của người dùng trên thiết bị đầu cuối PLATO V này vào năm 1981. Ánh sáng màu cam đặc trưng của màn hình plasma đơn sắc được minh họa.
Một màn hình cảm ứng hồng ngoại sử dụng một loạt các cặp đèn LED và bộ tách sóng hồng ngoại X-Y xung quanh các cạnh của màn hình để phát hiện sự gián đoạn trong mô hình của chùm đèn LED. Các chùm LED này giao nhau trong các mẫu dọc và ngang. Điều này giúp các cảm biến nhận vị trí chính xác của cảm ứng. Một lợi ích chính của một hệ thống như vậy là nó có thể phát hiện cơ bản bất kỳ vật thể mờ nào bao gồm ngón tay, ngón tay đeo găng, bút stylus hoặc bút. Nó thường được sử dụng trong các ứng dụng ngoài trời và hệ thống POS không thể dựa vào dây dẫn (như ngón tay trần) để kích hoạt màn hình cảm ứng. Không giống như màn hình cảm ứng điện dung, màn hình cảm ứng hồng ngoại không yêu cầu bất kỳ vật liệu nào trên kính làm tăng độ bền và độ rõ quang học của toàn bộ hệ thống. Màn hình cảm ứng hồng ngoại rất nhạy cảm với bụi bẩn có thể cản trở các tia hồng ngoại và bị thị sai trên bề mặt cong và vô tình nhấn khi người dùng lướt ngón tay trên màn hình trong khi tìm kiếm vật phẩm được chọn.

### Chiếu acrylic hồng ngoại
Một tấm acrylic mờ được sử dụng như một màn hình chiếu phía sau để hiển thị thông tin. Các cạnh của tấm acrylic được chiếu sáng bằng đèn LED hồng ngoại và camera hồng ngoại được tập trung ở mặt sau của tấm. Các đối tượng được đặt trên tấm có thể được phát hiện bởi các camera. Khi người dùng chạm vào tấm, biến dạng dẫn đến rò rỉ ánh sáng hồng ngoại đạt cực đại tại các điểm có áp suất tối đa, biểu thị vị trí chạm của người dùng. Máy tính bảng PixelSense của Microsoft sử dụng công nghệ này.

### Hình ảnh quang học
Màn hình cảm ứng quang học là một sự phát triển tương đối hiện đại trong công nghệ màn hình cảm ứng, trong đó hai hoặc nhiều cảm biến hình ảnh được đặt xung quanh các cạnh (chủ yếu là các góc) của màn hình. Đèn nền hồng ngoại được đặt trong trường quan sát của máy ảnh ở phía đối diện màn hình. Một cảm ứng chặn một số ánh sáng từ máy ảnh, và vị trí và kích thước của đối tượng chạm có thể được tính toán (xem thân tàu trực quan). Công nghệ này đang ngày càng phổ biến do khả năng mở rộng, tính linh hoạt và khả năng chi trả cho màn hình cảm ứng lớn hơn.

### Công nghệ tín hiệu phân tán
Được giới thiệu vào năm 2002 bởi 3M, hệ thống này phát hiện một cú chạm bằng cách sử dụng các cảm biến để đo độ áp điện trong kính. Các thuật toán phức tạp diễn giải thông tin này và cung cấp vị trí thực tế của cảm ứng. Công nghệ này không bị ảnh hưởng bởi bụi và các yếu tố bên ngoài khác, bao gồm các vết trầy xước. Vì không cần thêm các yếu tố trên màn hình, nó cũng tuyên bố sẽ cung cấp độ rõ quang học tuyệt vời. Bất kỳ đối tượng nào cũng có thể được sử dụng để tạo các sự kiện chạm, bao gồm cả ngón tay đeo găng. Một nhược điểm là sau lần chạm đầu tiên, hệ thống không thể phát hiện ngón tay bất động. Tuy nhiên, với cùng một lý do, các đối tượng nghỉ ngơi không phá vỡ nhận dạng cảm ứng.

### Nhận dạng xung âm thanh
Chìa khóa của công nghệ này là một cú chạm tại bất kỳ vị trí nào trên bề mặt sẽ tạo ra một sóng âm trong chất nền, sau đó tạo ra tín hiệu kết hợp duy nhất được đo bằng ba hoặc nhiều đầu dò nhỏ được gắn vào các cạnh của màn hình cảm ứng. Tín hiệu số hóa được so sánh với một danh sách tương ứng với mọi vị trí trên bề mặt, xác định vị trí chạm. Một liên lạc di chuyển được theo dõi bởi sự lặp lại nhanh chóng của quá trình này. Âm thanh bên ngoài và xung quanh bị bỏ qua vì chúng không khớp với bất kỳ cấu hình âm thanh được lưu trữ nào. Công nghệ này khác với các công nghệ dựa trên âm thanh khác bằng cách sử dụng phương pháp tra cứu đơn giản thay vì phần cứng xử lý tín hiệu đắt tiền. Như với hệ thống công nghệ tín hiệu phân tán, một ngón tay bất động không thể được phát hiện sau lần chạm đầu tiên. Tuy nhiên, với cùng một lý do, nhận dạng cảm ứng không bị phá vỡ bởi bất kỳ đối tượng nghỉ ngơi nào. Công nghệ này được SoundTouch Ltd tạo ra vào đầu những năm 2000, như được mô tả bởi gia đình sáng chế EP1852772, và được bộ phận Elo của Tyco International giới thiệu ra thị trường vào năm 2006 với tên gọi Acoustic Pulse Recognition. Màn hình cảm ứng được sử dụng bởi Elo được làm bằng kính thông thường, cho độ bền tốt và độ rõ quang học. Công nghệ thường giữ lại độ chính xác với các vết xước và bụi trên màn hình. Công nghệ này cũng rất phù hợp với màn hình lớn hơn về mặt vật lý.

## Xây dựng
Có một số cách chính để xây dựng một màn hình cảm ứng. Mục tiêu chính là nhận ra một hoặc nhiều ngón tay chạm vào màn hình, để diễn giải lệnh mà nó đại diện và để truyền lệnh cho ứng dụng thích hợp.

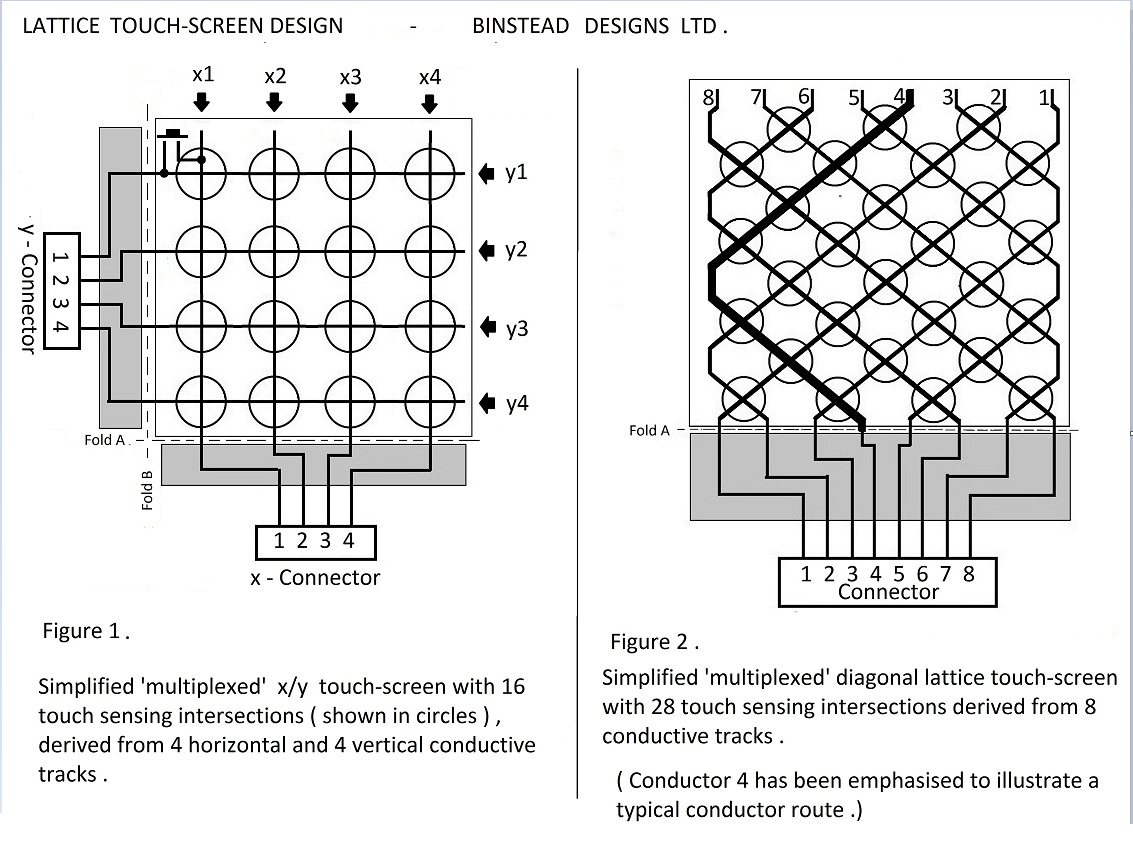
Nguyên mẫu [2] x-y màn hình cảm ứng điện dung tương tác (trái) được phát triển tại CERN vào năm 1977 bởi Frank Beck, một kỹ sư điện tử người Anh, cho phòng điều khiển của máy gia tốc Cern SPS (Super Proton Synchrotron). Đây là một sự phát triển hơn nữa của màn hình tự điện dung (phải), cũng được phát triển bởi Stumpe tại CERN vào năm 1972.

Trong phương pháp điện trở điện dung, kỹ thuật phổ biến nhất, thường có bốn lớp:
    Lớp phủ polyester trên cùng với lớp phủ kim loại trong suốt ở phía dưới.
    Miếng đệm
    Lớp thủy tinh phủ một lớp kim loại dẫn điện trong suốt ở trên cùng
    Lớp dính ở mặt sau của kính để gắn.
Khi người dùng chạm vào bề mặt, hệ thống sẽ ghi lại sự thay đổi của dòng điện chạy qua màn hình.
Công nghệ tín hiệu phân tán đo hiệu ứng áp điện, điện áp được tạo ra khi lực cơ học tác dụng lên vật liệu cơ học xảy ra hóa học khi chạm vào đế thủy tinh cường lực.
Có hai cách tiếp cận dựa trên hồng ngoại. Trong một, một loạt các cảm biến phát hiện một ngón tay chạm hoặc gần như chạm vào màn hình, do đó làm gián đoạn các chùm ánh sáng hồng ngoại chiếu trên màn hình. Mặt khác, các camera hồng ngoại gắn phía dưới ghi lại nhiệt từ các lần chạm màn hình.
Năm 1995, Binstead Design đã cấp bằng sáng chế cho một sản phẩm rất đơn giản để sản xuất, nhiều màn hình cảm ứng dựa trên 'dây tốt'.
Bố cục x / y, thường được sử dụng trong màn hình cảm ứng, cũng đã được cải thiện bằng cách sử dụng bố cục mạng chéo, trong đó không có phần tử x hoặc y chuyên dụng, nhưng mỗi phần tử có thể truyền hoặc cảm nhận tại các thời điểm khác nhau trong quá trình quét màn hình cảm ứng. Điều này có nghĩa là có gần gấp đôi số điểm giao nhau cho một số kết nối đầu cuối cố định và không có kết nối 'bussed' xung quanh các cạnh của màn hình cảm ứng.
Trong mỗi trường hợp, hệ thống sẽ xác định lệnh dự định dựa trên các điều khiển hiển thị trên màn hình tại thời điểm và vị trí của cảm ứng.

## Phát triển
Sự phát triển của màn hình cảm ứng đa điểm tạo điều kiện cho việc theo dõi nhiều hơn một ngón tay trên màn hình; do đó, các hoạt động đòi hỏi nhiều hơn một ngón tay là có thể. Các thiết bị này cũng cho phép nhiều người dùng tương tác với màn hình cảm ứng cùng một lúc.
Với việc sử dụng màn hình cảm ứng ngày càng tăng, chi phí cho công nghệ màn hình cảm ứng được hấp thụ thường xuyên vào các sản phẩm kết hợp với nó và gần như bị loại bỏ. Công nghệ màn hình cảm ứng đã chứng minh độ tin cậy và được tìm thấy trong máy bay, ô tô, máy chơi game, hệ thống điều khiển máy, thiết bị và thiết bị hiển thị cầm tay bao gồm cả điện thoại di động; thị trường màn hình cảm ứng cho thiết bị di động được dự kiến sản xuất 5 tỷ USD vào năm 2009. [cần cập nhật]
Khả năng trỏ chính xác trên màn hình cũng đang tiến bộ với các giống lai màn hình máy tính bảng mới nổi. Polyvinylidene fluoride (PVFD) đóng vai trò chính trong sự đổi mới này do tính chất áp điện cao của nó.
TapSense, được công bố vào tháng 10 năm 2011, cho phép màn hình cảm ứng phân biệt phần nào của bàn tay được sử dụng cho đầu vào, chẳng hạn như đầu ngón tay, đốt ngón tay và móng tay. Điều này có thể được sử dụng theo nhiều cách, ví dụ, để sao chép và dán, viết hoa chữ cái, để kích hoạt các chế độ vẽ khác nhau, v.v.
Một sự tích hợp thực tế thực tế giữa hình ảnh truyền hình và các chức năng của một PC hiện đại bình thường có thể là một sự đổi mới của một tương lai rất gần: ví dụ "thông tin trực tiếp" trên internet về một bộ phim hoặc các diễn viên trên video, danh sách khác về âm nhạc trong một video clip bình thường của bài hát, tất cả tin tức về tất cả mọi thứ hoặc con người, ý tưởng và khái niệm, v.v.

## Công thái học và sử dụng

### Màn hình cảm ứng chính xác
Để màn hình cảm ứng trở thành thiết bị đầu vào hiệu quả, người dùng phải có khả năng chọn chính xác các mục tiêu và tránh lựa chọn ngẫu nhiên các mục tiêu liền kề. Thiết kế giao diện màn hình cảm ứng sẽ phản ánh khả năng kỹ thuật của hệ thống, công thái học, tâm lý học nhận thức và sinh lý con người.
Hướng dẫn cho các thiết kế màn hình cảm ứng được phát triển lần đầu tiên vào những năm 1990, dựa trên nghiên cứu ban đầu và sử dụng thực tế các hệ thống cũ, điển hình là sử dụng lưới hồng ngoại, phụ thuộc rất nhiều vào kích thước ngón tay của người dùng. Những hướng dẫn này ít liên quan đến phần lớn các thiết bị hiện đại sử dụng công nghệ cảm ứng điện dung hoặc điện trở.
Từ giữa những năm 2000, các nhà sản xuất hệ điều hành cho điện thoại thông minh đã ban hành các tiêu chuẩn, nhưng chúng khác nhau giữa các nhà sản xuất và cho phép thay đổi đáng kể kích thước dựa trên thay đổi công nghệ, do đó không phù hợp từ góc độ yếu tố con người.
Quan trọng hơn nhiều là độ chính xác của con người trong việc lựa chọn mục tiêu bằng ngón tay hoặc bút stylus. Độ chính xác của lựa chọn người dùng thay đổi theo vị trí trên màn hình: người dùng chính xác nhất ở trung tâm, ít hơn ở cạnh trái và phải và ít chính xác nhất ở cạnh trên và đặc biệt là cạnh dưới. Độ chính xác R95 (bán kính yêu cầu cho độ chính xác mục tiêu 95%) thay đổi từ 7 mm (0,28 in) ở trung tâm đến 12 mm (0,47 in) ở các góc dưới. Người dùng nhận thức được điều này theo tiềm thức và mất nhiều thời gian hơn để chọn các mục tiêu nhỏ hơn hoặc ở các cạnh hoặc góc của màn hình cảm ứng.
Sự thiếu chính xác của người dùng này là kết quả của thị sai, thị lực và tốc độ của vòng phản hồi giữa mắt và ngón tay. Độ chính xác của ngón tay người chỉ cao hơn rất nhiều so với điều này, do đó, khi các công nghệ hỗ trợ được cung cấp, chẳng hạn như kính lúp trên màn hình, người dùng có thể di chuyển ngón tay (một lần tiếp xúc với màn hình) với độ chính xác nhỏ đến 0,1 mm (0,004 in). [ngờ vực - thảo luận]

### Vị trí tay, chữ số được sử dụng và chuyển đổi
Người dùng thiết bị màn hình cảm ứng cầm tay và cầm tay giữ chúng theo nhiều cách khác nhau và thường xuyên thay đổi phương pháp giữ và lựa chọn để phù hợp với vị trí và loại đầu vào. Có bốn loại tương tác cầm tay cơ bản:
    Giữ ít nhất một phần bằng cả hai tay, chạm bằng một ngón tay cái
    Giữ bằng hai tay và gõ bằng cả hai ngón tay cái
    Giữ bằng một tay, gõ bằng ngón tay (hoặc hiếm khi, ngón cái) của bàn tay khác
    Giữ thiết bị bằng một tay và gõ bằng ngón tay cái từ bàn tay đó
Tỷ lệ sử dụng rất khác nhau. Mặc dù việc chạm hai ngón tay cái hiếm khi gặp (1 Lần3%) cho nhiều tương tác chung, nhưng nó được sử dụng cho 41% tương tác gõ.
Ngoài ra, các thiết bị thường được đặt trên các bề mặt (bàn hoặc bàn) và máy tính bảng đặc biệt được sử dụng trên giá đỡ. Người dùng có thể chỉ, chọn hoặc cử chỉ trong những trường hợp này bằng ngón tay hoặc ngón tay cái của họ và sử dụng các phương pháp này khác nhau.

### Kết hợp với haptics
Màn hình cảm ứng thường được sử dụng với các hệ thống phản ứng haptic. Một ví dụ phổ biến của công nghệ này là phản hồi rung được cung cấp khi nhấn một nút trên màn hình cảm ứng. Haptics được sử dụng để cải thiện trải nghiệm của người dùng với màn hình cảm ứng bằng cách cung cấp phản hồi xúc giác mô phỏng và có thể được thiết kế để phản ứng ngay lập tức, một phần chống lại độ trễ phản hồi trên màn hình. Nghiên cứu từ Đại học Glasgow (Brewster, Chohan và Brown, 2007; và gần đây là Hogan) chứng minh rằng người dùng màn hình cảm ứng giảm lỗi đầu vào (20%), tăng tốc độ đầu vào (20%) và giảm tải nhận thức (bằng 20%) 40%) khi màn hình cảm ứng được kết hợp với phản hồi xúc giác hoặc xúc giác.

### "Cánh tay Gorilla"
Việc sử dụng mở rộng các giao diện cử chỉ mà không có khả năng người dùng nghỉ ngơi cánh tay của họ được gọi là "cánh tay khỉ đột". Nó có thể dẫn đến mệt mỏi, và thậm chí chấn thương căng thẳng lặp đi lặp lại khi được sử dụng thường xuyên trong môi trường làm việc. Một số giao diện dựa trên bút đầu tiên yêu cầu người vận hành làm việc ở vị trí này trong phần lớn thời gian của ngày làm việc. Cho phép người dùng đặt tay hoặc cánh tay lên thiết bị đầu vào hoặc khung xung quanh nó là một giải pháp cho vấn đề này trong nhiều bối cảnh. Hiện tượng này thường được trích dẫn như một ví dụ prima facie của các chuyển động được giảm thiểu bằng thiết kế công thái học phù hợp. [Cần dẫn nguồn]
Màn hình cảm ứng không được hỗ trợ vẫn khá phổ biến trong các ứng dụng như ATM và kiốt dữ liệu, nhưng không phải là vấn đề vì người dùng thông thường chỉ tham gia trong khoảng thời gian ngắn và rộng rãi.

### Dấu vân tay
Màn hình cảm ứng có thể gặp vấn đề về dấu vân tay trên màn hình. Điều này có thể được giảm thiểu bằng cách sử dụng các vật liệu có lớp phủ quang học được thiết kế để làm giảm các hiệu ứng có thể nhìn thấy của dầu vân tay. Hầu hết các điện thoại thông minh hiện đại đều có lớp phủ oleophobic, làm giảm lượng cặn dầu. Một lựa chọn khác là cài đặt một bộ bảo vệ màn hình chống lóa mờ, tạo ra một bề mặt hơi nhám, không dễ dàng giữ lại các vết bẩn.